# Lynell Hamilton
Lynell Hamilton é um jogador profissional de futebol americano estadunidense que foi campeão da temporada de 2009 da National Football League jogando pelo New Orleans Saints.